# The Tony Williams Lifetime
The Tony Williams Lifetime war eine Jazz-Rock-Gruppe des Jazz-Schlagzeugers Tony Williams.

## Geschichte
Die Tony Williams Lifetime wurde 1969 als Trio mit John McLaughlin (E-Gitarre) und Larry Young (aka Khalid Yasin) (Orgel) gegründet. Ihr Debütalbum hieß Emergency!, ein Doppelalbum, das bei auf Polydor / PolyGram Records im Jahr 1969 veröffentlicht wurde. Von der Jazzkritik und den -hörern wurde es wegen seiner Rock-Einflüsse zum Zeitpunkt seiner Veröffentlichung abgelehnt. Später wurde es als klassisches Fusion-Album angesehen. Jack Bruce spielte auf dem zweiten Album der Gruppe, das 1970 veröffentlicht wurde, Bass und sang.
McLaughlin verließ die Gruppe 1971 und wurde von Ted Dunbar bei den Aufnahmen zum Album von 1971, Ego, ersetzt. Am Album wirkte auch Ron Carter am Bass und Cello, Warren Smith und Don Alias am Schlagzeug und Larry Young an der Orgel mit. Nach dem Ausscheiden von Young im Jahr 1972 gründete Williams im August 1972 ein Trio namens Life Time Experience mit dem Bassist Stanley Clarke und dem Geiger Jean-Luc Ponty, das aber nur kurze Zeit bestand. 
Das vierte und letzte Album The Old Bum's Rush wurde in Boston mit einer völlig neuen Band, bestehend aus Sängerin und Gitarristin Laura Logan, Webster Lewis an der Orgel und Clavinet, David Horowitz am Klavier und Synthesizer und Herb Bushler am Bass aufgenommen. Tony Williams Vater Tillmon Williams hatte einen Gastauftritt als Saxophonist. 
Wegen der schlechten Verkaufszahlen löste Polydor anschließend den Vertrag mit Williams. Von der nächsten Formation, die 1974 mit Laura Logan, Jack Bruce und Allan Holdsworth entstand, auch als Wildlife bezeichnet, wurden keine Alben veröffentlicht. 1975 gründete Williams die The New Tony Williams Lifetime, die in unterschiedlichen Besetzungen (zunächst mit Holdsworth, Alan Pasqua an den Keyboards und Tony Newton am Bass)  bei Columbia Records verschiedene Alben veröffentlichte.

## Diskografie
- 1969: Emergency!
- 1970: Turn It Over
- 1971: Ego
- 1972: The Old Bum's Rush
- 1975: Believe It
- 1976: Million Dollar Legs
- 1978: The Joy of Flying
- 1980: Play or Die